# Nanostrisce di grafene

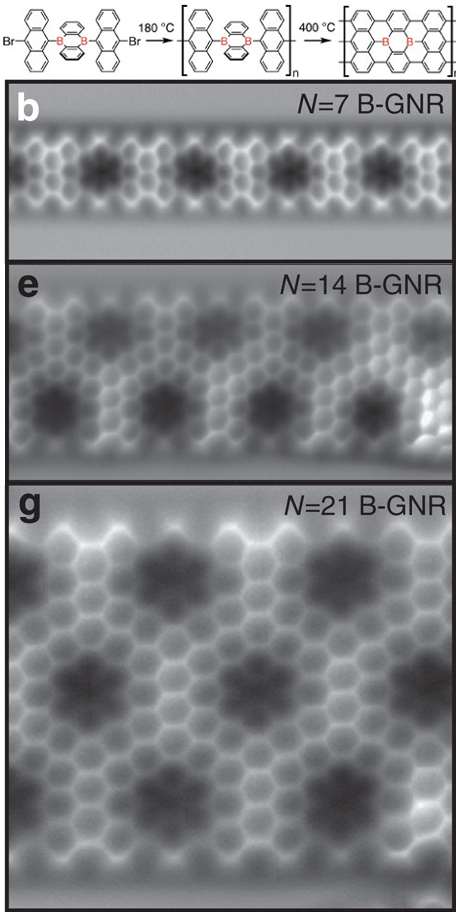
Immagini di nanostrisce di grafene con la microscopia a scansione e ad effetto tunnel

Le nanostrisce di grafene, o nastri di grafene (letteralmente dall'inglese: graphene nanoribbon, abbreviato in GNR), è un nastro di grafene con uno spessore inferiore ai 50 nm. Furono sintetizzate per la prima volta da due fisici dell'Università di Manchester: Andre Geim e Kurt Novoselov. Sono state introdotte nel modello teorico da Mitsutaka Fujita e dai suoi collaboratori per esaminare l'effetto del grafene su scala nanometrica.